# Revue nouvelle (France)
Revue nouvelle est une revue française fondée le 1er décembre 1863 par Albert Collignon, publiée mensuellement puis bimensuellement avant de disparaître à compter du 15 mai 1864.

## Historique
Fondée par Albert Collignon, rédacteur en chef, le 1er décembre 1863, Revue nouvelle a pour ambition de traiter en premier lieu les « questions d'art et de littérature les plus vivantes et les plus sérieuses ». Dans le premier numéro, Collignon écrit ainsi : « Nous croyons qu'une Revue sincèrement acquise aux nouvelles idées littéraires peut et doit réussir dans toute la Jeune France, et surtout au quartier latin. »
Revue nouvelle paraît sous forme mensuelle pour deux numéros, puis comme bimensuel jusqu'à sa dixième et dernière livraison le 15 mai 1864.

## Contenu
Le premier numéro contient un poème de Théodore de Banville, des textes de Léon Cladel, Catulle Mendès, Albert Glatigny et Auguste de Villiers de L'Isle-Adam, une lettre d'Emmanuel Durand ainsi qu'une revue dramatique par Catulle Mendès, une causerie scientifique d'Amédée Guillemin et un bulletin bibliographique. 
Dans les livraisons suivantes se trouvent des contributions d'Eugène Pelletan, Castagnary, Fortuné Calmels, Leconte de Lisle, Louis Bouilhet, Robert Luzarche, Jules Simon, Jules Janin, Alphonse Daudet (avec la première édition de la nouvelle À Milianah, qui figurera ensuite dans les Lettres de mon moulin), Alphonse Ménétrez, André Lemoyne, Alcide Dusolier, Gustave Millot, Ernest d'Hervilly, Charles Bataille, Émile Deschamps, Gustave Isambert, Auguste Vacquerie, Jean Duboys, Charles Baudelaire, Georges Lafenestre, Hippolyte Babou, Louis Dépret, Champfleury, Valéry Vernier, Emmanuel des Essarts, Armand Renaud, Mario Proth, Aimé Cournet, Clément Duvernois, Armand Gouzien, Victor Hugo, Alfred Milliard, Albert Mérat, Hippolyte Carnot, Adolphe Lereboullet, Gaston Bergeret,.  